# Robert Dozier
Pour les articles homonymes, voir Dozier.
Robert Lorenzo Dozier, Jr, né le 6 novembre 1985 à Lithonia en Géorgie (États-Unis), est un joueur américain de basket-ball professionnel. Il mesure 2,06 m.

## Biographie
Robert Dozier joue en NCAA, le championnat universitaire américain de basket-ball. En 4 saisons avec les Tigres de Memphis, il échoue en finale de NCAA 2008 avec à ses côtés les futurs joueurs NBA Joey Dorsey, Chris Douglas-Roberts et Derrick Rose.
Drafté en 60e et dernière position par le Heat de Miami en 2009, il s'engage ensuite pour le club grec Colosse de Rhodes en 2009-2010 puis le PAOK Salonique en 2010-2011.
En juillet 2011, il s'engage avec Cholet Basket, le champion de France 2010.
En octobre 2014, il signe aux Émirats arabes unis à l'Al Shabab Dubaï pour la saison 2014-15.
En octobre 2015, il rejoint le Mans Sarthe Basket pour un contrat de deux mois où il joue en Pro A et en EuroCoupe.

## Palmarès
- 2008 : Finaliste du championnat universitaire NCAA